# Claudia Beni
Claudia Beni (ur. 30 maja 1986) – chorwacka wokalistka, reprezentantka Chorwacji podczas 48. Konkursu Piosenki Eurowizji w 2003 roku.

## Życiorys

### Początki kariery, Teens
Kariera muzyczna Claudii Beni rozpoczęła się w 1998 roku, kiedy to jako nastolatka dołączyła do chorwackiego zespołu pop rockowego Teens, wcześniej występującego pod nazwą Mići Rokeri. Rok później wystąpiła z grupą na festiwalu Dora (będącym krajowymi eliminacjami do Konkursu Piosenki Eurowizji) z utworem „Miris ljubavi”, z którym zajęli 14. miejsce. W 2000 roku grupa ponownie wystartowała w selekcjach, tym razem z piosenką „Hajde reci sto”, kończąc udział na czwartym miejscu finałowej klasyfikacji. Po wygranej podczas festiwalu Porin, Beni opuściła grupę.

### 2002–2003:Claudia, Konkurs Piosenki Eurowizji
W 2002 roku ukazał się debiutancki album Beni, zatytułowany Claudia. Rok później premierę miała reedycja płyty, wzbogacona o utwór „Više nisam tvoja”, z którym wokalistka zakwalifikowała się jako jedna z 24 uczestników do stawki konkursowej festiwalu Dora 2003. Piosenka została dopuszczona do eliminacji spośród ponad 250 nadesłanych do organizatora propozycji. Wokalistka wystąpiła z nią w pierwszym półfinale selekcji, który odbył się 7 marca, i awansowała do rundy finałowej organizowanej dwa dni później. Zdobyła w nim maksymalną liczbę punktów od wszystkich pięciu regionów głosujących podczas koncertu i zajęła pierwsze miejsce, zostając tym samym reprezentantką Chorwacji podczas 48. Konkursu Piosenki Eurowizji. Po wygraniu eliminacji wokalistka wyruszyła w europejską mini-trasę promocyjną, występując w Wiedniu, Nikozji i Atenach. W finale imprezy, który odbył się 24 maja w Hali Olimpijskiej „Skonto”, zaśpiewała swoją propozycję po chorwacku i angielsku, a podczas występu towarzyszył jej chórek w składzie: Andrej Babić, Ana Kabalin, Saša Hajdinić, Martina Majerle i Amira Hidić. Beni zdobyła łącznie 27 punktów, zajmując ostatecznie 16. miejsce w finałowej klasyfikacji.
We wrześniu Beni reprezentowała Chorwację podczas Festiwalu Piosenki Śródziemnomorskiej Megahit, na którym zajęła ostatecznie drugie miejsce.

### Od 2006:Dora
W 2006 roku Beni ponownie zgłosiła się do udziału na festiwalu Dora, tym razem kwalifikując się do półfinałów eliminacji z utworem „Samo ti mi ostani”. Wokalistka wystąpiła w drugim półfinale selekcji, jednak nie awansowała do finału, zajmując 14. miejsce na 16 półfinalistów. Rok później znów zgłosiła się do udziału na festiwalu, tym razem wysyłając do organizatora dwie propozycje: „Samo ti mi daj” i „Ti si tu”, z którą zakwalifikowała się do półfinałów. Wokalistka wycofała się jednak z udziału, a jej piosenkę wykonała Barbara Munjas.
W swojej karierze Beni nawiązała m.in. współpracę z Ivaną Banfić, z którą nagrała utwór „Hrvatice vas vole” zadedykowany narodowej drużynie piłkarskiej podczas Mistrzostw Świata w Piłce Nożnej.

## Dyskografia

### Albumy studyjne
- Claudia (2002, reedycja w 2003)
- Čista kao Suza (2004)